# Куравонг сірий
Куравонг сірий (Strepera versicolor) — вид горобцеподібних птахів родини ланграйнових (Artamidae).

## Поширення
Ендемік Австралії. Поширений на півдні країни від центрально-східного Нового Південного Уельсу до південної половини Західної Австралії. Також присутній в Тасманії та на островах Бассової протоки. Крім того, є ізольована популяція на межі між Північною територією, Західною Австралією та Південною Австралією. Живе у склерофільних евкаліптових та акацієвих лісах.

## Опис
Великий птах, завдовжки 44-57 см, розмахом крил 72-85 см, вагою 300—500 г. Тіло міцне, з довгим квадратним хвостом, широкими крилами, великою головою і міцними ногами. Дзьоб довгий, масивний, із загнутим кінчиком. Оперення темно-сірого кольору, на крилах, хвості і голові темніше. На крилах є біле дзеркало. Також білими є нижня частина і кінчики хвоста. Дзьоб і ноги чорні, а очі жовті.

## Спосіб життя
Трапляється у невеликих сімейних зграях. Проводить більшу частину дня у пошуках їжі. Вночі сидить на верхівках дерев. Всеїдний птах. Живиться великими комахами та іншими безхребетними, дрібними хребетними, яйцями птахів і плазунів, фруктами, ягодами, насінням, нектаром. Сезон розмноження триває з серпня по грудень. Моногамні птахи. Гніздо будує самиця серед гілок високого дерева. У гнізді 3 коричнево-рожевих яйця. Інкубація триває близько місяця.

## Підвиди
- Strepera versicolor versicolor (Latham, 1801) — номінальний підвид, розповсюджений у східній частині ареалу від Нового Південного Уельсу до південних схилів Великого подільного хребта у Вікторії;
- Strepera versicolor arguta Gould, 1846 — ендемік Тасманії;
- Strepera versicolor melanoptera Gould, 1846 — південно-східна частина Південної Австралії та північно-західна частина Вікторії;
- Strepera versicolor halmaturina Mathews, 1912 — ендемік острова Кенгуру;
- Strepera versicolor intermedia Sharpe, 1877 — рівнина Нулларбор та півострів Йорк;
- Strepera versicolor plumbea Gould, 1846 — західна частина ареалу.